# Metopius melanopsis
Metopius melanopsis là một loài tò vò trong họ Ichneumonidae.